# ویکی‌پدیای قزاقی
ویکی‌پدیای قزاقی یک نسخه از وب‌گاه ویکی‌پدیا به زبان قزاقی است که در ۲ ژوئن ۲۰۰۲ افتتاح شد. این زبان، به‌صورت منحصربه‌فرد، به سه خط متفاوت سیریلیک، لاتین و عربی نوشته می‌شود.
تاریخچه آماری:
- ۹ ژوئیهٔ ۲۰۱۱ به ۵۰هزار مقاله رسید.
- ۱۵ ژوئیهٔ ۲۰۱۱، این دانش‌نامه با ۵۶٬۰۶۲ مقاله در رتبهٔ چهل‌ونهم ویکی‌پدیاها قرار داشت.
- ۱۱ فوریهٔ ۲۰۱۶، با بیش از ۲۱۴٬۰۰۰ مقاله، با ۱۴ پله نزول نسبت به چهارونیم سال پیش از آن، در ردهٔ سی‌وپنجم ویکی‌پدیاها قرار داشت.[۱]

## نگارخانه

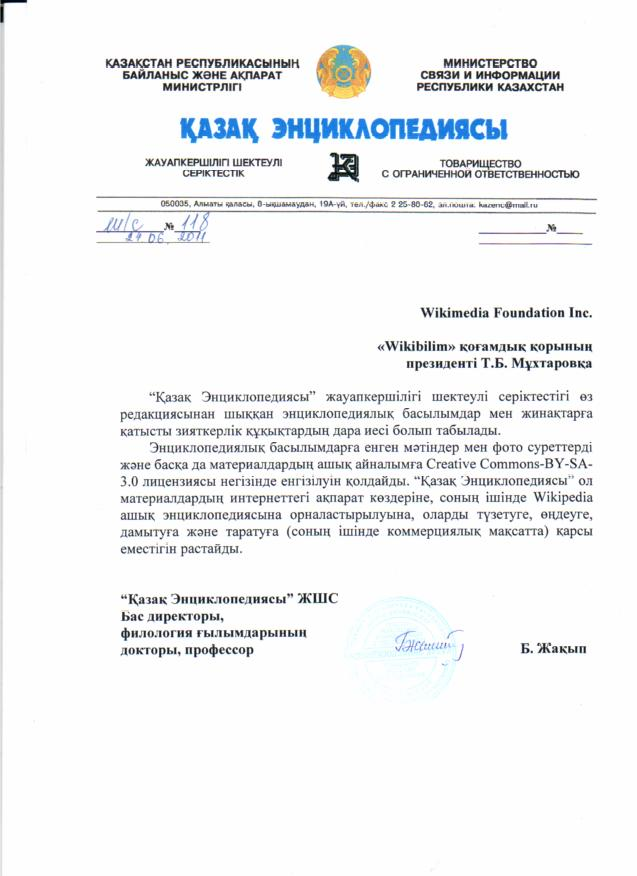
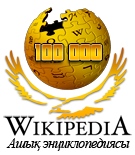
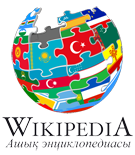
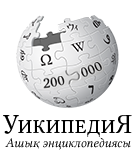